# Намет (геральдика)

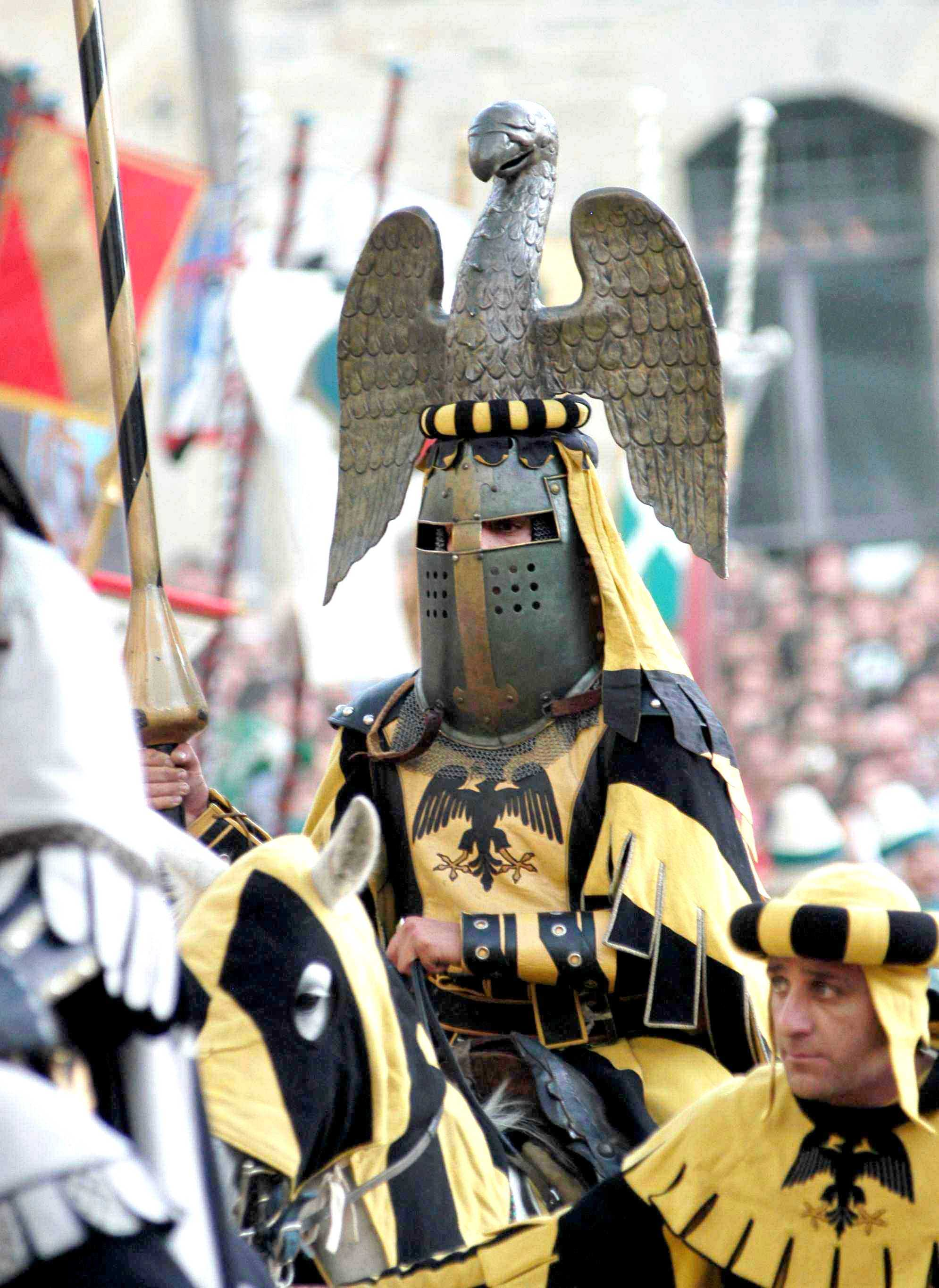
Лицар в сюрко та горшковому шоломі з нашоломною фігурою, бурелетом і наметом

Намет (фр. les lambrequins) — геральдична прикраса, яка зобов'язана своїм походженням хрестовим походам.
Вже у другому поході, коли з'явилися перші топфхельми, лицарі, щоб шолом не розпікався від променів сонця, стали покривати його вершину шматком матерії, яка в поході і битвах перетворювалася в химерні лахи. В геральдиці намет отримав витончений, візерунчастий вигляд. Якщо щит герба увінчаний шоломом, то останній майже завжди має намет, що складається з двох візерункових прикрас, звичайно у вигляді листків, з'єднаних між собою,які виходять з-за шолома і в'ються по бічних сторонах щита (див. герби Гончарових, Карамзіних і ін); якщо герб має щитотримачів, то намет розташовується лише по верхній стороні щита (див. герби графів Платових, Волинських);
Герб покривали також мантією (фр. le manteau) державного кольору — у суверенів, а у князів — малинового оксамиту на горностаєвому хутрі. Звичай цей пояснюється тим, що на турнірах лицар, чекаючи черги вступу в бій, ставив намет, під яким поміщав свою зброю. Тому мантію зображують у вигляді намету, що спускається з-під корони. У княжих та інших  гербах, які мають мантію, намет розташовується усередині останньої (див. герб князів італійських). Колір намету відповідає кольору герба.
При складанні Загального гербовника Павло I наказав «для відзначення тих дворянських прізвищ, котрі дійсно походять від родів князівських, хоча цього титулу і не мають, залишати в гербах їх корону і мантію». До таких родів належали Ржевські, Всеволожські, Татіщеви та багато інших.

Геральдичний намет
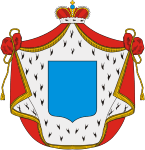
Гербовий щит, покритий княжою мантією
Намет, загальний для всіх гербів католицьких митрополитів